# Hill (rivière)
Pour les articles homonymes, voir Hill.
La Hill est un cours d'eau du Mid North en Australie-Méridionale.

## Géographie
La rivière Hill prend sa source à environ 3 kilomètres à l'est de Penwortham, puis coule vers le nord sur environ 37 kilomètres. Elle est à peu près parallèle à la rivière Hutt, à environ 3 kilomètres à l'ouest. Près de la ville de Spalding, la rivière devient un affluent de la rivière Broughton.
La rivière Hill draine un bassin versant de 230 kilomètres carrés. Les débits intermittents peuvent résulter soit des pluies hivernales, soit d'orages locaux. Le débit annuel moyen observé en 2000-2004 était de 2 568 mégalitres. La majeure partie du bassin versant émane de la chaîne Camels Hump et, dans une moindre mesure, de la chaîne Stony. Slab Hut Creek fait partie des affluents les plus importants. La rivière a une faible pente qui, combinée à une vallée de captage large et peu profonde, la rend impropre à l'implantation d'un réservoir important. Dans certaines zones, la destruction de la végétation indigène a entraîné une érosion et des berges abruptes. La rivière Hill donne également son nom à la localité de Hill River, qui fait partie du conseil du district des vallées Clare et Gilbert.

## Histoire
Edward John Eyre découvre la rivière en 1839 et lui donne le nom de l'explorateur John Hill. John Hill est le premier Européen à explorer la vallée de Clare, voisine de la rivière. Il a aperçu et nommé plusieurs rivières importantes d'Australie du Sud, notamment les rivières Hutt et Wakefield adjacentes.